# 福氏纖鰓䲁
福氏纖鰓䲁（學名：Litobranchus fowleri），為輻鰭魚綱鳚形目䲁科寬頜䲁屬的一種，分布於中西太平洋菲律賓、摩鹿加群島、新幾內亞西部與帛琉海域，深度0至10公尺，本魚體延長形，稍側扁，頭鈍短，背鰭硬棘12枚、背鰭軟條18-20枚、臀鰭硬棘2枚，臀鰭軟條20-22枚，體長可達3.5公分，棲息於沿海潮間帶礁石區，雌魚產附著性卵，雄魚有護卵行為，生活習性不明。